# Мотневичи
Мотневи́чи (бел. Матнявічы) — агрогородок в Ровковичском сельсовете Чечерском районе Гомельской области Беларуси.

## География
В 9 км на юго-запад от Чечерска, 27 км от железнодорожной станции Буда-Кошелёвская (на линии Гомель — Жлобин), 56 км от Гомеля.
На западе граничит с лесом.

## Транспортная сеть
Транспортные связи по просёлочной, затем автомобильной дороге Чечерск — Рысков и дорогам, которые отходят от Чечерска. Планировка состоит из 2 параллельных между собой улиц, ориентированных с юго-востока на северо-запад. На юге к ним присоединяются 2 короткие улицы. Застройка двусторонняя, деревянная, усадебного типа.

## История
Согласно письменным источникам известна с начала XVIII века как селение в Речицком повете Минского воеводства Великого княжества Литовского. Согласно инвентаря 1704 года село Мутневичи, 2 дыма, 3 службы, в 1726 году 5 дымов 2 службы, в Оторском войтовстве Чечерского староства. Согласно описи 1765 года 28 дымов.
После 1-го раздела Речи Посполитой (1772 год) в составе Российской империи. Часть бывшего Чечерского староства, включая Мутневичи (129 крестьян, 6 евреев), была пожалована Екатериной II 22 сентября (3 октября) 1773 года графу Захарию Григорьевичу Чернышеву.
С 1832 года действовал трактир. Согласно ревизии 1858 года в Чечерской волости Рогачёвского уезда Могилёвской губернии. В 1875 году основан смолярный завод, В 1880 году открыт хлебозапасный магазин. В 1886 году работали ветряная мельница, водяная мельница.
Согласно переписи 1897 года действовали 4 ветряные мельницы. В 1907 году действовало народное училище (134 ученика).
В 1909 году сельскому обществу (130 дворов, 914 жителей) принадлежало 1027 десятин земли. Деревня относилась к приходу Чечерской православной церкви. Действовала библиотека.
В 1925 году открыта изба-читальня. С 8 декабря 1926 года до 29 октября 1959 года центр Мотневичского сельсовета Чечерского района Гомельского (до 26 июля 1930 года) округа, с 20 февраля 1938 года Гомельской области. С 1929 года действовала начальная школа. В 1929 году организован колхоз «Молот», работали кирпичный завод, ветряная мельница, кузница. Во время Великой Отечественной войны в боях за освобождение деревни и окрестности в ноябре 1943 года погибли 33 советских солдата (похоронены в братской могиле на кладбище). 103 жителя погибли на фронте. Согласно переписи 1959 года центр колхоза «Юбилейный». Расположены 9-летняя школа, клуб, библиотека, фельдшерско-акушерский пункт, детский сад, отделение связи, швейная мастерская, 2 магазина.

## Население
- 1704 год — 2 дыма
- 1726 год — 5 дымов
- 1765 год — 28 дымов
- 1777 год — 129 крестьян, 6 евреев
- 1858 год — 73 двора, 366 жителей
- 1886 год — 86 дворов, 506 жителей
- 1897 год — 112 дворов, 787 жителей (согласно переписи)
- 1909 год — 130 дворов, 914 жителей
- 1959 год — 605 жителей (согласно переписи)
- 2004 год — 142 хозяйства, 396 жителей
- 2019 год — 141 хозяйств, 376 жителей[5]